# Jaderné výzkumné centrum Sorek

Poslední fáze výstavby reaktoru roku 1960

Jaderné výzkumné centrum Sorek je institut blízko kibucu Palmachim a města Javne v Izraeli. Operuje pod záštitou Izraelské komise pro atomovou energii (IAEC). Zaměřuje se zvláště na zkoumání a vývoj různých druhů senzorů, laserů, Defektoskopie, atmosféry, jaderné bezpečnosti, vesmírného prostředí, nukleární medicíny a další.
Mezi zařízení institutu patří mimo jiné i 5 MW lehkovodní nukleární reaktor dodaný z USA v 50. letech a 10 MeV protonový cyklotron. V roce 2009 měl být spuštěn 40 MeV lineární urychlovač.
Středisko je pojmenováno podle blízkého potoka Sorek.